# Citroën C4 Aircross
Citroën C4 Aircross je automobil třídy SUV, který vyráběla francouzská automobilka Citroën v letech 2012–2017. Vyráběla se pouze v provedení hatchback jako přímý nástupce evropského modelu Citroën C-Crosser.
Po úspěchu brazilského kompaktního modelu Citroën C3 Aircross 4×4 rozhodlo vedení PSA o výrobě pro evropský trh na bázi menšího Mitsubishi ASX. Automobil Aircross je shodný s modely Mitsubishi ASX a Peugeot 4008, jen se liší v drobnostech jako například nastavení tlumičů, posilovače řízení a drobné odlišnosti v designu přední a zadní části karoserie. Motory jsou z modelu Mitsubishi ASX, včetně motoru 1,8 HDi stop&start.

## Podvozek
Vyráběl se ve dvou provedeních, s náhonem jen předních kol (2WD) a s náhonem na všechna kola (4WD). Podvozek 4WD má tři režimy nastavení náhonu:
- 2WD – Pohon pouze předního náhonu pro nižší spotřebu
- 4WD – Náhon všech kol, točivý moment je rozdělován elektronickou jednotkou, větší část směřuje na přední náhon.
- LOCK – Režim pro těžké terénní podmínky, moment je rozdělen 50 % na přední a 50 % pro zadní nápravu. Režim Lock není uzávěrka diferenciálů, jak to bývá u vozů off-road.

## Technická data

### Motory
| Model           | Kód motoru      | Kód motoru      | Počet válců     | Počet ventilů   | Ventilový rozvod | Vrtání × zdvih [mm] | Zdvihový objem [cm3] | Kompresní poměr | Příprava směsi  | Přeplňování     | Max. výkon [kW (k) při ot./min] | Max. točivý moment [Nm při ot./min] |
| Zážehové motory | Zážehové motory | Zážehové motory | Zážehové motory | Zážehové motory | Zážehové motory  | Zážehové motory     | Zážehové motory      | Zážehové motory | Zážehové motory | Zážehové motory | Zážehové motory                 | Zážehové motory                     |
| --------------- | --------------- | --------------- | --------------- | --------------- | ---------------- | ------------------- | -------------------- | --------------- | --------------- | --------------- | ------------------------------- | ----------------------------------- |
| 1,6i 16V        | 4A92            | NKZ             | R4              | 16V             | DOHC             | 75,0 × 90,0         | 1590                 | 11,0:1          | ECI-MULTI       | ne              | 86 (117) při 6000               | 154 při 4000                        |
| 2,0i 16V        | 4B11            | AFZ             | R4              | 16V             | DOHC             | 86,0 × 86,0         | 1998                 | 10,0:1          | ECI-MULTI       | ne              | 110 (150) při 6000              | 197 při 4200                        |
| 2,0i 16V        | 4B11            | AFY             | R4              | 16V             | DOHC             | 86,0 × 86,0         | 1998                 | 10,0:1          | ECI-MULTI       | ne              | 110 (150) při 6000              | 197 při 4200                        |
| Vznětové motory |                 |                 |                 |                 |                  |                     |                      |                 |                 |                 |                                 |                                     |
| 1,6 HDi 115 FAP | DV6 C           | 9HD             | R4              | 8V              | SOHC             | 75,0 × 88,3         | 1560                 | 16,0:1          | DI–CR           | VGT, IC         | 84 (114) při 3600               | 270 při 1750                        |
| 1,8 HDi 150 FAP | 4N13            | 6HZ             | R4              | 16V             | DOHC             | 83,0 × 83,1         | 1798                 | 14,9:1          | DI–CR           | VGT, IC         | 110 (150) při 4000              | 300 při 2000–3000                   |

### Provozní vlastnosti
| Model           | Kód motoru      | Kód motoru      | Pohon           | Převodovka      | Zrychlení (0–100 km/h) [s] | Max. rychlost [km/h] | Spotřeba paliva (město / mimo město / kombinovaná) [l/100 km] | Emise CO2 (kombinované) [g/km] | Emisní norma    |
| Zážehové motory | Zážehové motory | Zážehové motory | Zážehové motory | Zážehové motory | Zážehové motory            | Zážehové motory      | Zážehové motory                                               | Zážehové motory                | Zážehové motory |
| --------------- | --------------- | --------------- | --------------- | --------------- | -------------------------- | -------------------- | ------------------------------------------------------------- | ------------------------------ | --------------- |
| 1,6i 16V        | 4A92            | NKZ             | 2WD             | 5° M            | 11,3                       | 182                  | 7,4 / 4,9 / 5,8                                               | 135                            | Euro 5          |
| 2,0i 16V        | 4B11            | AFZ/AFY         | 2WD             | 5° M            | –                          | –                    | – / – / –                                                     | –                              | –               |
| 2,0i 16V        | 4B11            | AFZ/AFY         | 2WD             | 6° A            | –                          | –                    | – / – / –                                                     | –                              | –               |
| 2,0i 16V        | 4B11            | AFZ/AFY         | 4WD             | 5° M            | –                          | –                    | – / – / –                                                     | –                              | –               |
| 2,0i 16V        | 4B11            | AFZ/AFY         | 4WD             | 6° A            | –                          | –                    | – / – / –                                                     | –                              | –               |
| Vznětové motory |                 |                 |                 |                 |                            |                      |                                                               |                                |                 |
| 1,6 HDi 115 FAP | DV6 C           | 9HD             | 2WD             | 6° M            | 10,8                       | 182                  | 5,3 / 4,2 / 4,6                                               | 119                            | Euro 6          |
| 1,6 HDi 115 FAP | DV6 C           | 9HD             | 4WD             | 6° M            | 11,6                       | 180                  | 5,6 / 4,5 / 4,9                                               | 129                            | Euro 6          |
| 1,8 HDi 150 FAP | 4N13            | 6HZ             | 2WD             | 6° M            | 10,8                       | 200                  | 6,7 / 4,8 / 5,5                                               | 142                            | Euro 5          |
| 1,8 HDi 150 FAP | 4N13            | 6HZ             | 4WD             | 6° M            | 11,5                       | 198                  | 6,8 / 4,9 / 5,6                                               | 147                            | Euro 5          |

Provozní vlastnosti se mohou mírně lišit v závislosti na výbavě vozu.

## Úrovně výbavy
- Attraction – 7× airbag, manuální klimatizace, kouřové zadní okno, rádio CD / MP3
- Seduction – connect box (USB a bluetooth), tempomat, automatické stěrače, světelný senzor, hliníkové disky 16 "
- Exclusive – xenonové světlomety, vyhřívaná přední sedadla, elektrochromatické vnitřní zpětné zrcátko (samostmívací)

## Bezpečnost
Euro NCAP 2011 (Mitsubishi ASX / Peugeot 4008 / Citroen Aircross)
- Ochrana dospělých: 86%
- Ochrana dětí: 80%
- Ochrana chodců: 70%
- Bezpečnostní systémy: 74%
- Celkové hodnocení:

## Galerie

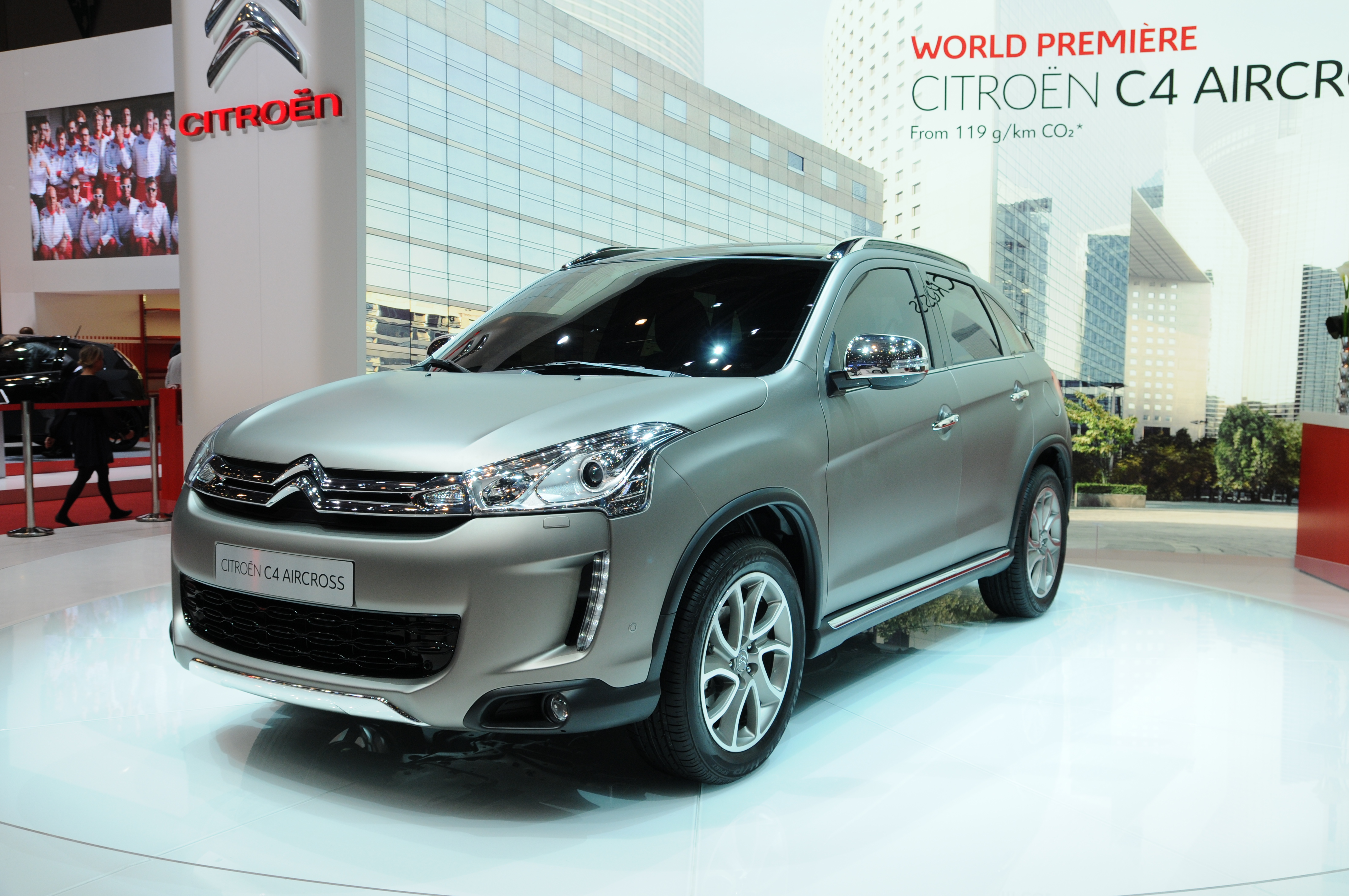
C4 Aircross
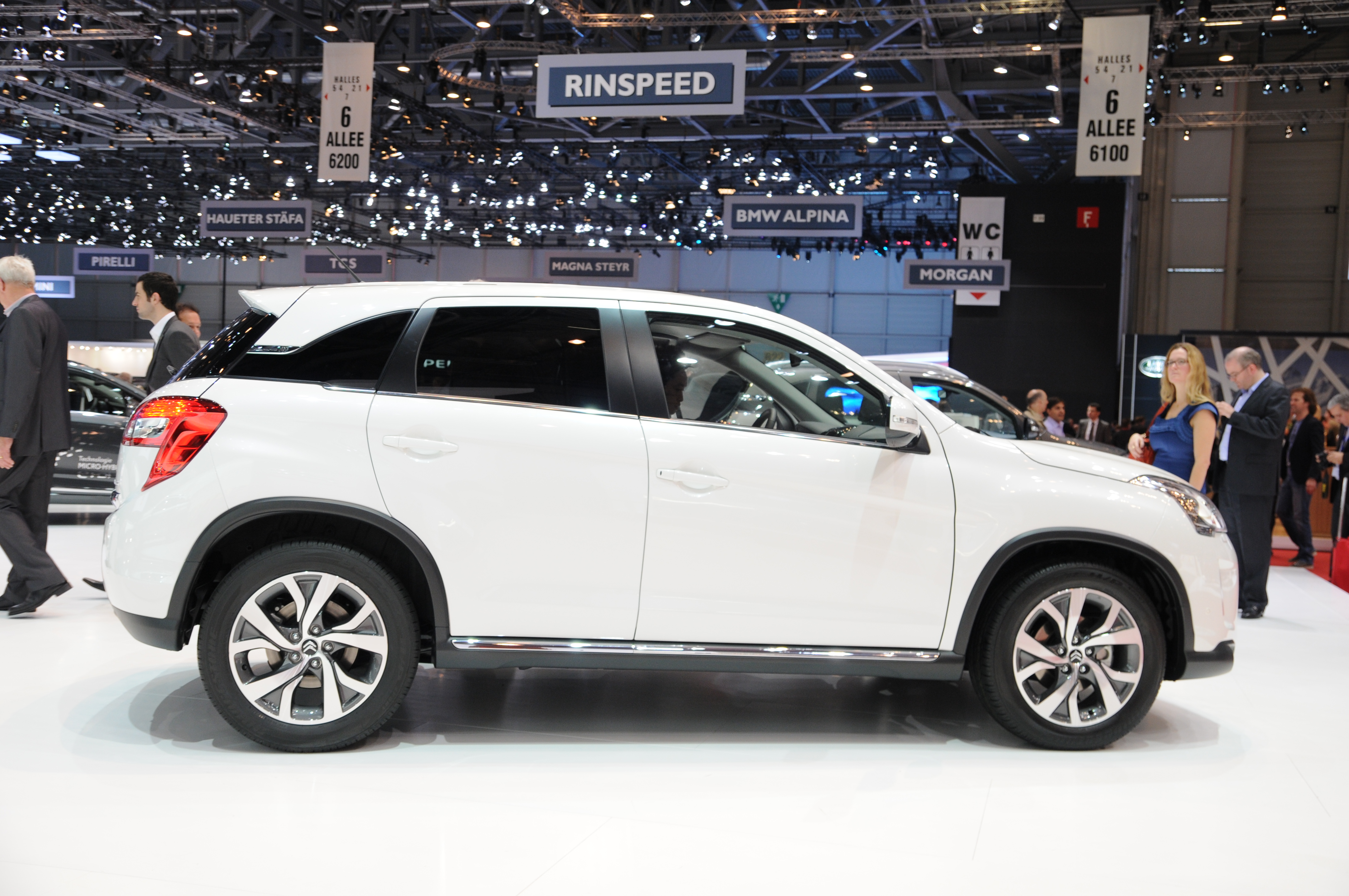
C4 Aircross
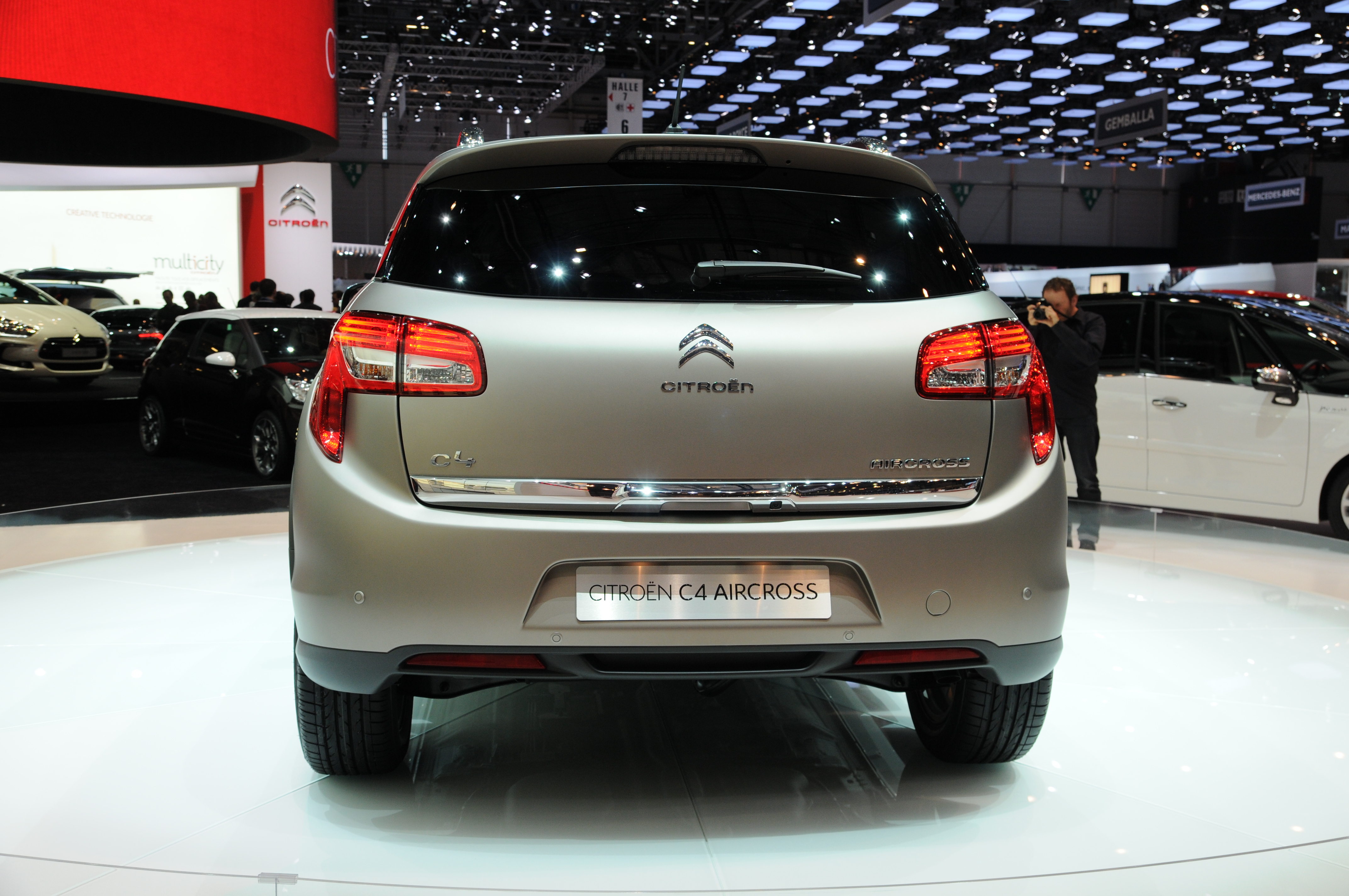
C4 Aircross
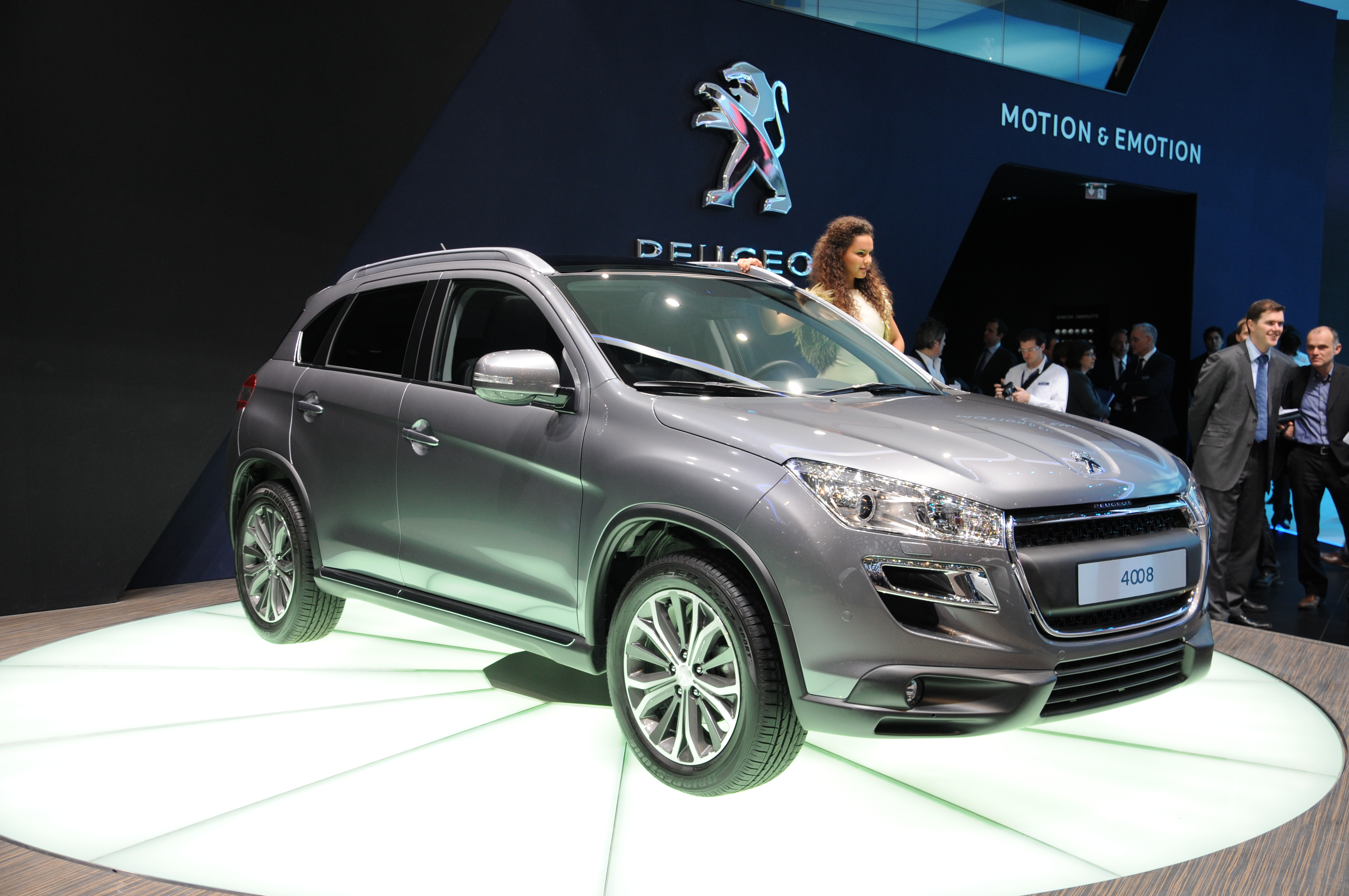
C4 Aircross
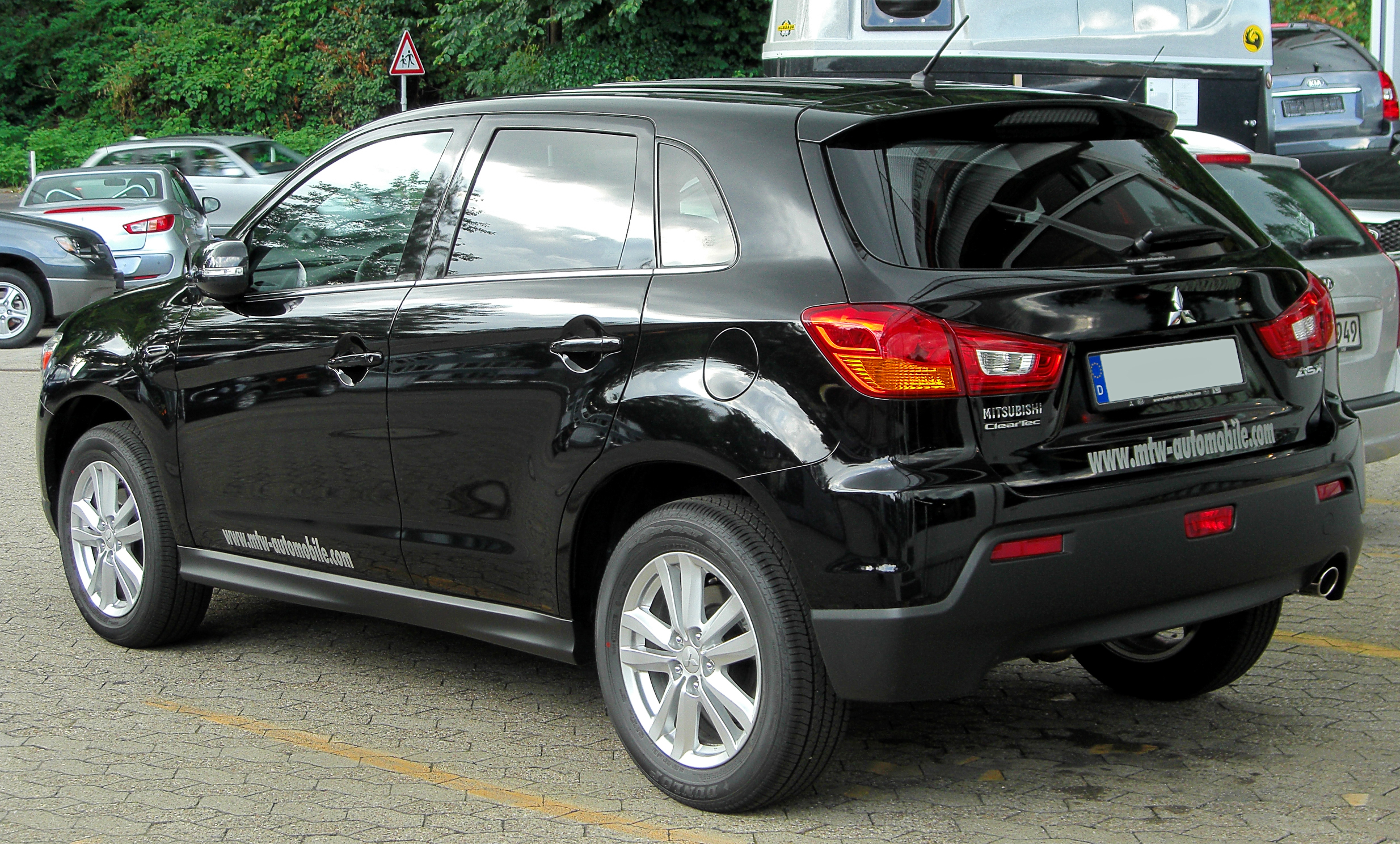
Mitsubishi ASX